# Dekoracija
 Ovo je glavno značenje pojma Dekoracija. Za druga značenja pogledajte Dekoracija (razdvojba).
Dekoracija (francuski: décoration, latinski: decoratio = ukras) je ures, ukras, poglavito u likovnoj umjetnosti.
U slikarstvu i kiparstvu dekoracije su obično ornamenti ili uzorci koji se ponavljaju s ciljem da se slika ili skulptura učini dodatno interesantnija.
U arhitekturi, može se nalaziti na pročelju, portalima, prozorima i sl., a ostvaruje se uz uporabu stupova, polustupova, kontrafora, balustrada, arhivolta i arhitrava, niša i drugih građevnih i plastičnih elemenata, koji su u svakom stilskom razdoblju različito oblikovani.
Unutrašnjost građevine, stubišta, sobe, predvorja, dvorane, hodnici i sl. mogu se ukrasiti arhitektonskim, figuralnim i ornamentalnim dekoracijama, polustupovima, pilastrima, vijencima, freskama, slikama, štuko ukrasima, mozaicima, te različitim vrstama predmeta primijenjene umjentosti (svijećnjaci, tapiserije, umjetnički oslikane keramičke ili drvene ploče i dr.)
Dekorativna umjetnost (francuski: art dècoratif, kratica: Art Deco) je pojam nastao na izložbi dekorativne umjetnosti u Parizu 1925. godine, kojoj je zajednička odlika bila izrazita dekorativnost (urešenost).

## Poveznice
- Dekoracija (predmet)
- Konstrukcije
- Art Nouveau